# Кирнос, Авраам Соломонович
Авраа́м Соломо́нович (Абра́м Шу́лимович) Кирно́с (1896 — ?) — командир 12-й отдельной танковой бригады, полковник.

## Биография
Родился в селе Прохоровка Полтавской губернии, в еврейской семье. Окончил 4-классное городское училище в Черкассах. В 1915–1917 годах – участник Первой мировой войны. 24 октября 1918 добровольно поступил на военную службу в Красную армию, член РКП(б) с 1919 года. В 1918–1921 годах – участник Гражданской войны в рядах РККА, служил в Богунском полку дивизии Щорса. В 1939–1940 годах – участник советско-финской войны. В 1940–1941 годах – начальник артиллерии 53-й танковой дивизии. В 1941 году – заместитель командира 12-й танковой бригады, затем с 16 марта по 20 ноября 1942 года – командир этой танковой бригады. В сентябре 1942 года был ранен и тяжело контужен. В 1943–1945 годах – заместитель начальника Челябинского танко-технического училища по строевой части.
30 мая 1947 уволен в запас по состоянию здоровья в должности заместителя начальника училища по огневой подготовке.

### Звания
- майор (1936);
- полковник (1940).

### Награды
- два ордена Красного Знамени, Отечественной войны 1-й степени, Красной Звезды, медали «20 лет РККА», «За оборону Сталинграда» и другие.